# Riječki oratorijski zbor "Ivan Matetić Ronjgov"
Riječki oratorijski zbor "Ivan Matetić Ronjgov"  je bila jedna od katedri Ustanove "Ivan Matetić Ronjgov"  Arhivirana inačica izvorne stranice od 27. svibnja 2008. (Wayback Machine) koja djeluje u Rijeci.
Od 2008. godine zbor djeluje samostalno kao udruga.
Osnovan je 1990. inicijativom Dušana Prašelja, dirigenta, skladatelja i ravnatelja ove ustanove.
Zbor ima pedesetak članova koji čine aktiv dirigenata, nastavnika glazbene kulture, članova riječkih crkvenih i amaterskih zborova, studenata i učenika. Cilj zbora je njegovanje domaće, riječke, istarsko-primorske odnosno hrvatske glazbene baštine te poticanje stvaranja novih skladbi našeg područja. Zbor je do sada nastudirao preko 70-ak skladbi pretežno duhovnih, ali i svjetovnih. Posebno se angažirao izvođenjem djela Ivana Matetića Ronjgova čije ime nosi i Ivana pl. Zajca od kojeg je nastudirao i izveo nakon 100 godina pet autorovih misa iz njegovog riječkog opusa (gotovo zaboravljenih). Na repertoaru su i djela nastala na temelju istarsko-primorskog melosa (Albe Vidaković, Josip Kaplan, Slavko Zlatić, Dušan Prašelj, Nello Milotti), ali i djela svjetske zborske literature (Mozart, Bach, Scarlatti, Cechini, Mascagni...). 

Izuzev u Rijeci i Primorsko-goranskoj županiji, zbor je nastupao diljem Hrvatske, te u Austriji, Italiji, Njemačkoj, Češkoj.
Zbor koncertira a capella, uz orgulje ili uz orkestar. Česti su nastupi sa solistima poput Ingrid i Roberta Hallera, Nine Kovačić, Anđelke Rušin, Sergeja Kiseleva, Roberta Kolara, te uz pratnju Riječkog komornog orkestra.
24. prosinca 2010. zbor obilježava jubilarnim koncertom u Pomorskom i povijesnom muzeju hrvatskog primorja u Rijeci 20 godina rada na kojem nastupa zajedno s gostima - Mješovitim katedralnim zborom iz Zagreba te solistima Anđelkom Rušin, Olgom Šober, Bojanom Šober i Sergejem Kiselevim.
Od osnutka Zbor vodi prof. Dušan Prašelj sve do proljeća 2012. kada se povlači iz javnog života te vođenje zbora prepušta Borisu Denisjuku.

## Poveznice
- Oratorij
- Dušan Prašelj
- Ivan Matetić Ronjgov